# Rượu làng Vân

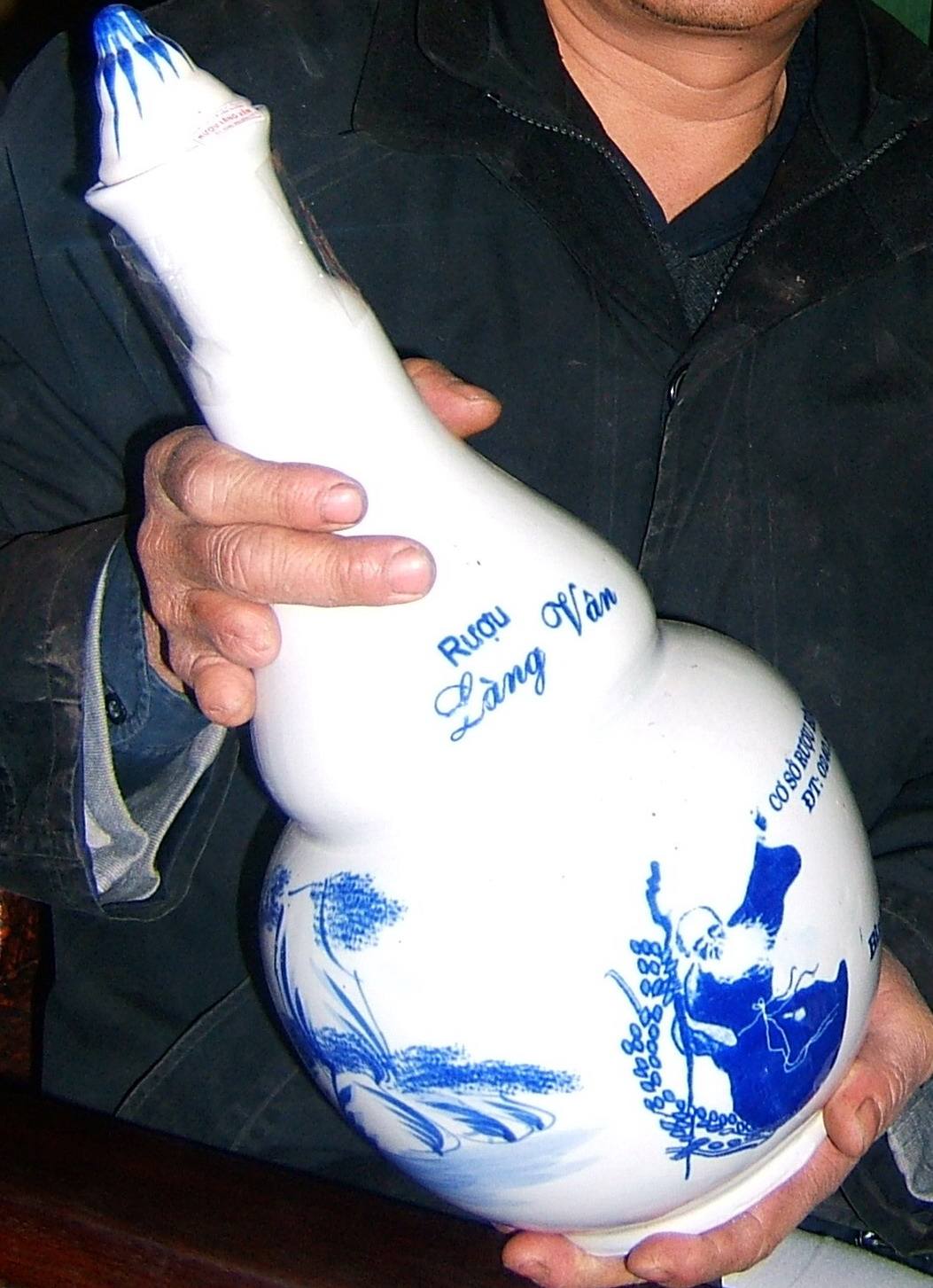
Một bầu rượu Làng Vân

Rượu Làng Vân là danh tửu của xứ Kinh Bắc. Rượu Làng Vân được nấu bằng gạo nếp cái hoa vàng thơm ngon trồng trên cánh đồng làng Vân Xá, xã Vân Hà,Việt Yên, Bắc Giang với men rượu bí truyền của làng Vân.

## Lịch sử
"Tổ nghiệp" là bà Nghi Định mang nghề nấu rượu từ Trung Hoa về truyền dạy lại cho dân làng Vạn Vân. Từ đó trong làng cũng hình thành cái lệ là cứ mùng 4 Tết Nguyên Đán, mỗi nhà phải cử một người ra chùa Rộc uống máu ăn thề, nguyền phải giữ bí quyết nghề tổ, không được truyền cho người ngoài làng, kể cả con gái.
Trước kia, rượu Làng Vân là lễ vật để dâng lên vua chúa và thường xuyên được sử dụng trong những buổi yến tiệc ở chốn cung đình. Cổng đầu làng Vân Xá có 2 câu đối:

"Vân hương mỹ tửu lừng biển Bắc
Chiến công như nguyệt rạng trời Nam"
Trong đó "Vân hương mỹ tửu" là 4 mỹ tự do vua Lê Hy Tông sắc phong cho sản vật lừng danh này vào năm Chính Hòa thứ 24 (1703).

### Thời Pháp thuộc
Năm 1932, Berna - một nhà tư bản Pháp "chạy" được giấy phép thành lập hãng rượu tại làng Vạn Vân. Berna mời ông Nguyễn Lễ đứng ra đầu tư xây dựng một xưởng rượu hiện đại với 140 lò nấu, 72 bếp, chiêu mộ đến hơn 300 thợ lành nghề tại chỗ để sản xuất ra loại rượu mang nhãn hiệu Vân hương mỹ tửu với logo: ông già râu tóc bạc phơ, lưng đeo bầu rượu, tay chống gậy trúc, tay chỉ lên đám mây.

## Trong Văn học
- Ca dao:

Vạn Vân có bến Thổ Hà,
Vạn Vân nấu rượu, Thổ Hà nung vôi.
Nghĩ rằng đá nát thì thôi,
Ai ngờ đá nát nung vôi lại nồng.
- Trong Truyện ngắn Trinh tiết xóm Chùa, tác giả Đoàn Lê viết:

"Từ lúc ở nhà con Khờ về, bà Duệ đứt từng khúc ruột. Cái Huệ đã ăn nhằm gì. Con Hoa nhà bà mới thật xinh như hoa, nức tiếng hàng xã. Hoa cũng vừa mười tám, thi trượt đại học, hiện đang ôn tập, quyết chí thi cử phen nữa. Thế nhưng đầu năm nay nhà bà xuất hiện anh chàng quay phim chụp ảnh đám tang, đám cưới, có cửa hiệu ngoài phố. Cả nhà đều ngầm hiểu anh chàng ngấp nghé cô Hoa. Anh ta không đỏm trai nhưng bù lại rất mau mắn mồm miệng, thi thoảng không quên biếu Sĩ Thái sư bánh thuốc lào chính hiệu Tiên Lãng, vài lít rượu làng Vân ngon nổi tiếng để ông ngâm thuốc. Dĩ nhiên Sĩ Thái sư liền say đứ đừ, say cả rượu lẫn thuốc lào. Giả dụ anh chàng phó nháy định chim Sĩ Thái sư thì chỉ cần thế cũng đủ ông đổ kềnh, không phải cưa kéo thêm.
...
Bà Duệ ngã vật xuống giường chết ngất. Trong cơn nức nở bà tiếc công giữ ngọc gìn vàng cho con gái suốt mười tám năm, như giữ con ngươi. Vậy mà... ôi con ngươi là con con ngươi ơi! ôi thuốc lào Tiên Lãng với rượu làng Vân kia ơi!
...
Tang rượu làng Vân chỉ còn vương hơi trong mấy hũ thuốc bắc khô như rắn ráo. Sĩ Thái sư không hề hay biết gia đình ông đang trải qua cơn bão lớn tương đương cơn bão Băng-la-đét."
- Trong Hồi ký Đêm giữa ban ngày, tác giả Vũ Thư Hiên viết:

"Nói ra được nỗi bực bội rồi, vơi được nỗi phiền muộn rồi, Nguyễn Tuân trở lại tâm trạng vui vẻ thường nhật. Ông lục trong góc bàn lấy ra một chai rượu trong vắt, trịnh trọng rót hai ly. Tôi nhấp một ngụm. Ông chăm chú nhìn vào mặt tôi:
- Ngon không ?
- Thưa bác, tuyệt.
Nguyễn Tuân cười khúc khích, ghé vào tai tôi:
- Rượu bộ đấy !
Tôi ngẩn người. Rượu bộ, nó là cái gì ?
Tôi không phải con cháu Lưu Linh, nhờ các bậc đàn anh chỉ bảo cũng biết võ vẽ đôi chút về rượu. Nguyễn Tuân thích rượu làng Vân, nhưng phải do một lão nông người làng này cất kia, chứ người khác cất ông chê. Ông khen rượu Trương Xá, khen vừa phải, nói rượu Trương Xá ngon đấy, phải cái hơi gắt. Ông cũng thích rượu Kiên Lao mà cha tôi thường đặt mua để biếu ông. Ông nói rượu Kiên Lao ngọt giọng mà có hương thầm. Bây giờ ông lại khen một thứ rượu lạ hoắc, tôi chưa từng nghe nói.
Nguyễn Tuân khoái trá nhìn tôi:
- Anh không hiểu rượu bộ là gì hử ?
- Không ạ.
- Là rượu-do-Bộ-Công-an-nấu ! - Nguyễn Tuân nhấn mạnh từng tiếng - Tôi đặt cho nó cái tên rượu bộ để phân biệt với các thứ rượu quốc doanh với không phải quốc doanh khác. Việt Hùng vừa mới xách cho tôi hai chai. Thứ này đúng là hảo hạng, chỉ có loại rượu trên tiền, rượu không phải để bán mới ngon được như thế."
- Trong tuyển tập thơ Hà Nội - Phố, nhà thơ Phan Vũ đã viết về rượu làng Vân:[6]

Rượu làng Vân lung linh men ngọt
Mắt cô nàng lúng liếng, đong đưa
Những chàng trai say suốt cả mùa
...